# Маточинска крепост
Маточинската крепост „Букелон“ е крепост в Югоизточна България, разположена върху плато на високо издигнат от низината на река Тунджа рид, в близост до село Маточина, Община Свиленград, област Хасково.

## Описание
Крепостта е разположена върху неголям хълм над с. Маточина, чиито склонове са труднодостъпни, а на места напълно недостъпни, освен от юг, откъдето идва пътят откъм селото. Билото на хълма е сравнително плоско и наподобява малко плато.
Над стръмните склонове на хълма личат останки от стара укрепителна стена, ограждаща платото. В специализираната литература тя е определяна като римска „кастра“, изградена в опус микстум, охраняваща периметъра на град Адрианопол (дн. Одрин).
По платото личат и някои съоръжения и обекти като водосъдържател, места с култово предназначение и други сферични вдлъбнатини в скалите.
Сравнително добре запазена е висока средновековна кула от ХII-ХIV в., тип донжон. Височината на останките на кулата е около 18 m и те представляват величествена гледка, изпълвайки панорамата в региона. Разположена е в южния край на хълма, охранявайки единствения достъп до платото и единствения коларски път. Според наблюденията на изследователя на градежа, проф. д-р арх. Стефан Бояджиев от БАН, кулата е изградена върху останки от античната оградна стена, запазени на височина от 1,80 м към момента на средновековния градеж.
От възвишението на кулата се открива чудесна панорама към планините Сакар и Странджа, към долината на р. Тунджа и към турската граница и равнината на гр. Одрин.

## Наименование
Мнозина учени идентифицират руините ок. село Фикел (сега Маточина) с крепостта Вукелон, споменавана от древните извори. К. Иречек разчита името като Букелонъ.
Местоположението на крепостта съвпада доста точно с описанията на подобно малко укрепление, наричано от древните хронисти с името Вукелу (гр. Βουκέλου). Това наименование срещаме в триумфална колона на хан Крум (IХ в.) като Вукел (гр. ΒΟΥΚΕΛ), по-късно и у Йоан Кантакузин (ХIV в.) и в някои други средновековни извори. Името се употребява в изворите винаги в родителен падеж на гръцки, като известният епиграф проф. Бешевлиев го възстановява като Вукелон. Името на селото при укреплението се е запазило като Фикел.

## История

### Готската война от 376 – 382
Много изследователи предполагат, че близо до възвишението, където се намира древното укрепление, през 378 г. е станала Битката при Адрианопол, решителното сражение в Готската война от 376 – 382 г. сл. Хр. В тази битка римските легиони претърпяват катастрофално поражение, а римският император Валент е обграден и убит от настъпващите готски войски. Валент, заедно с Деций Траян, са двамата императори, загинали в пределите на днешна България от готите. От тази битка нататък, готите трайно стават федерати в упадащата Римска империя.
Според римския историк Амиан Марцелин готските войски най-напред били забелязани на 15 римски мили (22,2 km) от Адрианопол, където спрели придвижването си от Кабиле към станцията Нике и направили лагер. Римският историк не споменава преминаване през р. Тондзос, така че е възможно мястото на битката да е било на отсрещния, източен бряг на реката. Споменава се, че готите подпалили пожари „...нашир в полята...“. От друга страна Амина Марцелин пише, че готската конница се втурнала „... покрай високи планини...“, следователно полесражението е в Одринското поле, но близо до планини, каквито са Дервентските възвишения или Сакар.

### При хан Крум
Името Вукелон се споменава в надпис върху мраморна колона, намерена при с. Теке Козлуджа (дн. с. Избул), близо до Плиска, съхранявана сега в Археологическия музей в Шумен. Наред с други триумфални колони, надписът засвидетелства превземането на крепостта Вукел... (гр. ΒΟΥΚΕΛ...) измежду няколко други крепости от кан Крум през 813 г. Надписът е отчупен и краят на името не е запазено.
От района е открит оловен печат (моливдовул) на византийски сановник от същата епоха – Христофор, хипат и комеркиарий (граничен управител) на Адрианопол, датиран ок. 822 – 823 г., съхранява се в НИМ.

### Четвърти кръстоносен поход
На 14 април 1205 година българските войски, предвождани от цар Калоян, водят битка с рицарите от Четвъртия кръстоносен поход в близост до крепостта (Битката при Адрианопол). Латините са разбити, а пълководецът им – император Балдуин IX Фландърски (Фландрийски), е пленен и е отведен в столицата Търново.
Мнозина изследователи поставят мястото на битката близо до Вукелон – Иречек, В. Гюзелев, Й. Андреев, арх. Ст. Бояджиев, но няма преки данни за това. Очевидно крепостта е в близост до мястото на финалното полесражение. В мемоарите си латинският маршал Жофроа дьо Вилардуен пише, че лагерът на Йоаница бил на 5 левги (фр. lieue) от латинския лагер, а това прави от 16 km до 22,200 km или повече, в зависимост коя точно левга използва маршалът. Според Никита Хониат, в деня преди битката цар Калоян подбрал мястото на засадата по следния начин: „След това Йоан със своята войска се скри в долове, навлезе в пропасти и през стръмни места се промъкна на едни височини, грижейки се противниците да не разберат, че е там.“ В други преписи се чете: „... се скри през теснините в потулени и гористи места.“ Подмамени от куманската конница, рицарите я преследвали поне 2 левги (7 – 9 km), преди да стигнат мястото на засадата. Според Алберик мястото на битката било в „изобилстващи с вода блата“. Северно от Адрианопол се намират хълмовете на Сакар и Дервентските възвишения, Странджа, разположени от двете страни на р. Тунджа, докато на изток одринското поле е равно и няма нито „теснини“, нито „потулени и гористи места“. Най-често посочваното като предполагаемо място на битката е северно от Одрин, при меандрите на р. Тунджа южно от Сакар и Дервентските възвишения.
Не е ясно дали към онзи момент средновековният донжон е бил вече построен, тъй като според изследователите е възможно кулата да е построена, както през ХIII в., но и по-късно, дори през ХIV в. Ако ли кулата не е била все още построена към 1205 г., то останките от късноантичната крепостна стена все още са запазили височина от поне 1,80 м към него момент.

### При цар Михаил III Шишман
През август 1324 г., в навечерието на междуособния конфликт във Византия, в лагера на Андроник III в Източна Тракия пристигат пратениците на цар Михаил Шишман, с имена Гръд и Панчо. Те известяват за брака на царя с Теодора, вдовица на Теодор Светослав и сестра на младия император, който приема мирните предложения на пратениците и договорките с дядо му Андроник II. В резултат от договорките, в българско владение остават Айтос, Анхиало, Ктения, Русокастро, Месемврия, а в гръцко – Пловдив, Созопол, Агатопол, както и Вукелон.
На 13 май 1327 г. цар Михаил Шишман сключва споразумението в Черномен с император Андроник III, по силата на което се намесва във византийските междуособици, като взема страната на младия император срещу стария Андроник II. Договорено било в случай, че самият Андроник III стане император, той да бъде задължен да отстъпи на България няколко гранични територии и градове, както и голяма сума пари.
През 1328 г. българският цар минава на страната на стария император Андроник II. Както пише Йоан Кантакузин, български войски навлизат във византийските предели, а гарнизонът на Вукелон сам предал укреплението на българите и затова владетелят „...се разположи в него на лагер без да извърши нищо лошо...“. Там той престоял един месец, като се приготвял за сражение. Император Андроник III изпратил пратеници в българския стан с искане за спазване на Договора от Черномен. До битка не се стигнало, като започнали дълги преговори. Предложението на цар Михаил Шишман вместо да върне „градчето Вукелу, вместо него да дадел многонаселения и голям град на Черно море Созопол“, което останало без резултат, но все пак било постигнато споразумение и той върнал крепостта обратно на Византия под заплаха от нападения. Според Никифор Григора, връщането е станало срещу голям откуп.

### При император Йоан Кантакузин
В мемоарите на византийския император Йоан VI Кантакузин се споменава, че през 1344 г. Мануил Апокавк напуснал Адрианопол и заел крепостта Вукелу (гр. Βουκέλου). Мануил Апокавк бил втори син на великия дукс Алексий Апокавк и първоначално бил в партията на баща си и Анна Савойска, които се противопоставяли на влиянието на Йоан Кантакузин в регентския съвет. Ок. 1341 г. бил назначен за управник на Адрианопол. През 1344 г., след като преминал на страната на Йоан Кантакузин в разразилия се междуособен конфликт, той напуснал Адрианопол и отишъл във Вукелон.

### Османски период
По време на османското владичество крепостта загубва значението си и запустява. Цялата околност обраства с дълбоки гори, изобилстващи с дивеч. От дневника на султан Мехмед IV се научава, че през 1664 г. е ловувал в подножието на крепостта и намиращото се под нея село. В писмения паметник на султана селото е наречено Фикла. Впоследствие името се преобразува на Фикел, с което име селото се именува до 1934 година, когато е преименувано на Маточина по името на лековитата билка, която расте в региона.
Французинът С. Сеиже (S. Sayger) описва разрушаването на село Фикели през 1829 г. по време на Руско-турската война. Като очевидец Сеиже придружава турската армия и в мемоарите си пише за кулата: „На излизане от Фикели надясно съзряхме развалини от стар замък, разположен на един хълм при устието на една теснина, която, изглежда, е отбранявал в древността. Областта, зле обработена и пресечена от гористи хълмове, имаше див и живописен изглед.“

## Изследване и опазване
Първото цялостно архитектурно и археологическо изследване е проведено през 1961 г. от арх. Стефан Бояджиев, сега проф. д-р в БАН. Резултатите са публикувани в сп. „Археология“ през 1965 г. Руините край с. Маточина са обявени за „обект от национално значение“ през 1968 г. През 1970 г. са предприети ограничени мерки по консервация на средновековната кула.
Средновековната кула е използвана като естествен декор при снимките на филм „Мила от Марс“ през 2005 г.
През 2008 г. са извършени допълнителни консервационни дейности, с частично европейско финансиране по проект, осъществен от филмова къща „Интерфилмарт“, които заснемат възстановки на средновековни бойни действия. За консервацията е използван проект от 1982 г. на арх. Вера Коларова, актуализиран от арх. Юри Йорданов, „Скални църкви и манастири“.
През 2017 г. започват първите археологически разкопки на крепостта, организирани от НИМ под ръководството на археолога гл. ас. д-р Мариела Инкова. Извършените сондажи от есента на 2017 г. разкриват зид с дебелина 2 метра и така потвърждават наблюденията на арх. Стефан Бояджиев от 1961 г. за наличието на по-ранна крепостна стена, ограждаща целия хълм. На хълма са разкрити и стопански помещения, открити са върхове на стрели, битови предмети и украси за облекло. Открит е и нов оловен византийски печат (моливдовул), с изображение на Св. Богородица Оранта от едната страна и надпис с името на притежателя, с работна датировка XIII – началото на XIV век. След реставрация и изследване в НИМ, надписът на печата е разчетен от византиниста проф. Иван Йорданов, който предлага следния превод: „Пречиста, потвърждавай писмата на протогеракария, украсявай и актовете“. Следователно, става дума за печат на протогеракарий – влиятелна титла, означаваща главен соколар на византийския император, използвана в кр. на ХIII – нач. на ХIV в. Оловният печат е втори за тази крепост след печата граничния управител от IХ в. (вж. по-горе). Разкрита е и обгоряла монета на император Юстин II (565 – 578 г.), свидетелство за опожаряване на крепостта през втората половина на VI в. Проучвателите са се натъкнали и на две старобългарски апликации от Х в. със сърцевидна форма, подсказващи българско присъствие в зоната на крепостта.